# Fraccionamiento Carlos Salinas de Gortari
Fraccionamiento Carlos Salinas de Gortari är en ort i Mexiko.   Den ligger i kommunen Tulancingo de Bravo och delstaten Hidalgo, i den sydöstra delen av landet, 100 km nordost om huvudstaden Mexico City. Fraccionamiento Carlos Salinas de Gortari ligger 2 179 meter över havet och antalet invånare är 1 016.
Terrängen runt Fraccionamiento Carlos Salinas de Gortari är kuperad åt sydväst, men åt nordost är den platt. Runt Fraccionamiento Carlos Salinas de Gortari är det tätbefolkat, med 476 invånare per kvadratkilometer. Närmaste större samhälle är Tulancingo, 7,6 km öster om Fraccionamiento Carlos Salinas de Gortari. Omgivningarna runt Fraccionamiento Carlos Salinas de Gortari är en mosaik av jordbruksmark och naturlig växtlighet.